# Bezwzględne przesłanki procesowe
Bezwzględne przesłanki procesowe – rodzaj przesłanek procesowych. Ich brak powoduje nieważność postępowania. Brak bezwzględnych przesłanek sąd uwzględnia z urzędu.
Do bezwzględnych przesłanek procesowych dodatnich zaliczane są:
- dopuszczalność drogi sądowej,
- jurysdykcja krajowa,
- zdolność sądowa stron,
- zdolność procesowa stron,
- należyte umocowanie pełnomocnika.

Do bezwzględnych przesłanek procesowych ujemnych są zaliczane:
- zawiśnięcie sporu,
- powaga rzeczy osądzonej,
- skład sądu niezgodny z przepisami,
- udział w rozpoznaniu sprawy sędziego podlegającego wyłączeniu z mocy ustawy,
- brak organu powołanego do reprezentowania strony niebędącej osobą fizyczną,
- brak przedstawiciela ustawowego strony niemającej zdolności procesowej,
- pozbawienie strony możności obrony swych praw,
- niewłaściwość sądu rejonowego w sprawie należącej do właściwości sądu okręgowego bez względu na wartość przedmiotu sporu.